# Kolonia Wieruszowska
Kolonia Wieruszowska – wieś w Polsce położona w województwie łódzkim, w powiecie wieruszowskim, w gminie Czastary.
W latach 1975–1998 miejscowość położona była w województwie kaliskim.